# Biathlon Stadium Hochfilzen
Biathlon Stadium Hochfilzen är en skidskytteanläggning i Hochfilzen, Österrike.

## Historia
Biathlon Stadium Hochfilzen började byggas år 1965 och öppnades 1967. Sedan dess har den stått på världscupkalendern i skidskytte nästan årligen. Anläggningen har anordnat världsmästerskap tre gånger; 1978, 2005, samt stafetterna i VM 1998 (1998 kördes jaktstarterna på Pokljuka Sports Centre, resten av tävlingarna ingick i de olympiska spelen och inte världsmästerskapen). Man anordnade även juniorvärldsmästerskapen i skidskytte 2000.
Ibland används anläggningen även till längdåkningstävlingar.